# پولن
پولن (به چکی: Poleň) یک منطقهٔ مسکونی در جمهوری چک است که در ناحیه کلاتووی واقع شده‌است. پولن ۱۷٫۶۵ کیلومتر مربع مساحت و ۲۹۵ نفر جمعیت دارد و ۴۵۸ متر بالاتر از سطح دریا واقع شده‌است.